# Усынин, Юрий Константинович
Юрий Константинович Усынин (родился 20 ноября 1944 года) — генерал-майор ВС СССР и ВС РФ, начальник Саратовского высшего военного командно-инженерного училища ракетных войск в 1989—2000 годах; доктор социологических наук, профессор.

## Биография
Родился 20 ноября 1944 года в Пинеге (Архангельская область). Окончил Пинежскую среднюю школу в 1962 году и Саратовское артиллерийское техническое училище имени А.И. Лизюкова в 1968 году по специальности «Специальное вооружение» с квалификацией «Военный инженер-механик». Службу начинал в Белорусском военном округе как старший техник группы, командовал батареей, позже был начальником штаба и командиром дивизиона.
В 1974 году поступил в Военную артиллерийскую академию имени М. И. Калинина на командный факультет, окончил его в 1976 году (командно-штабная, оперативно-тактическая специальность). Последующую службу проходил в Красноярске на посту начальника штаба и заместителя командира ракетной бригады. С сентября 1980 по ноябрь 1984 года служил в Северной группе войск на посту заместителя командира бригады.
Подполковник Усынин командовал 189-й гвардейской ракетной бригадой (посёлок Станьково Белорусского военного округа) с 11 ноября 1984 по 14 сентября 1989 года, по итогам 1984 года бригада была признана лучшей в округе, а позже стала лучшей в Сухопутных войсках и отличилась на учениях. В ноябре 1987 года он получил приказ создать на базе бригады Центр по ликвидации ракетных комплексов «Ока»: с 1988 по 1989 годы в месте постоянной дислокации 189-й бригады были ликвидированы элементы подлежащих уничтожению комплексов «Темп-С» и «Ока» всех ракетных бригад. От представления к награде за участие в операции по ликвидации Усынин отказался наотрез.
Занимал пост начальника Саратовского высшего военного командно-инженерного училища ракетных войск с 15 июля 1989 года по 9 июня 2000 года, дослужившись до звания генерал-майора. В 1991—1994 годах был членом областного совета народных депутатов, а 31 августа 1997 года снова был избран депутатом Саратовской областной думы, с 1998 года является членом редакционной коллегии Книги памяти Саратовской области.
После увольнения со службы генерал-майор Усынин занялся научной деятельностью, став преподавателем на кафедре государственного и муниципального управления Поволжской академии государственной службы имени П.А. Столыпина (филиал Российской академии народного хозяйства и государственной службы при Президенте РФ). Также занимается общественной деятельностью: один из учредителей фонда помощи семьям военных «Защита», руководитель Саратовской областной федерации гандбола и действующий председатель Союза саратовских курсантов. Отмечен рядом ведомственных наград.
Женат, есть две дочери.

## Награды
- Орден «Знак Почёта» (18 апреля 1984)[1]
- Орден «За службу Родине в Вооружённых Силах СССР» III степени (20 февраля 1991)[1]
- Медаль «В ознаменование 100-летия со дня рождения Владимира Ильича Ленина»[8]
- Медаль «За безупречную службу» I, II и III степеней[8]

## Публикации
- Ю. К. Усынин. Ценностные ориентации офицеров современной российской армии / Ю. К. Усынин; М-во общ. и проф. образования РФ. Сарат. гос. техн. ун-т, Сарат. высш. воен. команд.-инж. уч-ще ракет. войск им. Героя Сов. Союза ген.-майора А. И. Лизюкова. — Саратов, 1998. — 135 с. — ISBN 5-7433-0468-8.
- Ю. К. Усынин, Л. С. Яковлев. Глобализационный контекст предпосылок становления гражданского общества // Вестник Поволжской академии государственной службы. — 2009. — № 3 (20). — С. 38—42.
- Ю. К. Усынин, Л. С. Яковлев. Трансформация коммуникативного пространства власти и общества в контексте развития информационных технологий // Вестник Поволжской академии государственной службы. — 2013. — № 1 (34). — С. 37—44.